# 马河 (蒙江)
马河，位于中国广西壮族自治区梧州市藤县北部，是蒙江左岸支流，发源于藤县古龙镇田心村，西南流至蒙江镇安和村牛皮圩以东汇入蒙江。河长48.2千米，落差144米，年均径流量1.19亿立方米。